# Primer Ayuntamiento
Primer Ayuntamiento är en ort i Mexiko.   Den ligger i kommunen Tanlajás och delstaten San Luis Potosí, i den centrala delen av landet, 260 km norr om huvudstaden Mexico City. Primer Ayuntamiento ligger 59 meter över havet och antalet invånare är 198.
Terrängen runt Primer Ayuntamiento är platt åt nordväst, men åt sydost är den kuperad. Runt Primer Ayuntamiento är det ganska tätbefolkat, med 120 invånare per kvadratkilometer. Närmaste större samhälle är Tampate, 12,4 km sydväst om Primer Ayuntamiento. Omgivningarna runt Primer Ayuntamiento är en mosaik av jordbruksmark och naturlig växtlighet.